# Classifica dei marcatori della Liga del Fútbol Profesional Boliviano
Di seguito è riportata la classifica dei 100 giocatori che nella storia della Liga del Fútbol Profesional Boliviano, massimo livello del campionato boliviano di calcio, hanno realizzato più reti.

## Classifica
Elenco aggiornato al 19 agosto 2011. Sono in grassetto i calciatori correntemente in attività nella Liga.
| Pos. | Nazione              | Nome                   | Reti |
| ---- | -------------------- | ---------------------- | ---- |
| 1    | Bolivia (bandiera)   | Víctor Antelo          | 348  |
| 2    | Argentina (bandiera) | Juan Carlos Sánchez    | 254  |
| 3    | Bolivia (bandiera)   | Fernando Salinas       | 196  |
| 4    | Bolivia (bandiera)   | Jesús Reynaldo         | 187  |
| 5    | Bolivia (bandiera)   | Limberg Gutiérrez      | 168  |
| 6    | Argentina (bandiera) | Horacio Baldessari     | 156  |
| 7    | Bolivia (bandiera)   | Joaquín Botero         | 151  |
| 8    | Paraguay (bandiera)  | Cristino Jara          | 150  |
| 9    | Bolivia (bandiera)   | José Alfredo Castillo  | 144  |
| 10   | Brasile (bandiera)   | Edú Monteiro           | 137  |
| 10   | Bolivia (bandiera)   | Luis Ramallo           | 137  |
| 12   | Bolivia (bandiera)   | Berthy Suárez          | 135  |
| 13   | Bolivia (bandiera)   | Silvio Rojas           | 131  |
| 14   | Bolivia (bandiera)   | Erwin Romero           | 130  |
| 15   | Bolivia (bandiera)   | Carlos Fernando Borja  | 129  |
| 16   | Bolivia (bandiera)   | Arturgo García Yale    | 128  |
| 17   | Perù (bandiera)      | Jorge Hirano           | 125  |
| 18   | Bolivia (bandiera)   | Jesús Reynaldo Gómez   | 121  |
| 19   | Bolivia (bandiera)   | Álvaro Peña            | 119  |
| 20   | Bolivia (bandiera)   | Gastón Taborga         | 117  |
| 21   | Brasile (bandiera)   | Célio Alves            | 112  |
| 22   | Brasile (bandiera)   | Álex da Rosa           | 109  |
| 23   | Bolivia (bandiera)   | Miguel Mercado         | 108  |
| 24   | Argentina (bandiera) | Horacio Chiorazzo      | 105  |
| 24   | Bolivia (bandiera)   | Roly Paniagua          | 105  |
| 26   | Bolivia (bandiera)   | Carlos Cárdenas        | 104  |
| 26   | Cile (bandiera)      | José Alberto Ayala     | 104  |
| 28   | Argentina (bandiera) | Marcelo Ceballos       | 97   |
| 28   | Bolivia (bandiera)   | Milton Coimbra         | 97   |
| 30   | Bolivia (bandiera)   | Ovidio Messa           | 96   |
| 31   | Bolivia (bandiera)   | Roberto Galindo        | 94   |
| 32   | Bolivia (bandiera)   | Augusto Andaveris      | 93   |
| 32   | Bolivia (bandiera)   | Roger Suárez           | 93   |
| 34   | Bolivia (bandiera)   | Martín Menacho         | 92   |
| 34   | Argentina (bandiera) | Hernán Sillero         | 92   |
| 36   | Argentina (bandiera) | Antonio Vidal González | 90   |
| 37   | Bolivia (bandiera)   | Eliseo Ayaviri         | 89   |
| 37   | Bolivia (bandiera)   | José Uber Acosta       | 89   |
| 37   | Bolivia (bandiera)   | Roberto Pérez          | 89   |
| 37   | Brasile (bandiera)   | Sandro Coelho          | 89   |
| 37   | Brasile (bandiera)   | Carlos da Silva        | 89   |
| 42   | Bolivia (bandiera)   | Darwin Peña            | 88   |
| 42   | Argentina (bandiera) | Oscar Omar González    | 88   |
| 44   | Bolivia (bandiera)   | Mauricio Ramos         | 87   |
| 45   | Bolivia (bandiera)   | Juan Carlos Oropeza    | 86   |
| 46   | Bolivia (bandiera)   | Gonzalo Galindo        | 84   |
| 46   | Bolivia (bandiera)   | Miguel Aguilar Eguez   | 84   |
| 46   | Argentina (bandiera) | Néstor Orellana        | 84   |
| 49   | Bolivia (bandiera)   | Líder Paz              | 83   |
| 50   | Bolivia (bandiera)   | Manuel Blanco Flores   | 81   |
| 51   | Bolivia (bandiera)   | Richard Cueto          | 79   |
| 52   | Bolivia (bandiera)   | Diego Cabrera          | 78   |
| 53   | Bolivia (bandiera)   | Hebert Arandia         | 75   |
| 53   | Brasile (bandiera)   | Barrote                | 75   |
| 55   | Bolivia (bandiera)   | Daniel Castro Caggiano | 72   |
| 55   | Bolivia (bandiera)   | Juan Lazcano Ontiveros | 72   |
| 55   | Bolivia (bandiera)   | Modesto Molina         | 72   |
| 58   | Bolivia (bandiera)   | Johnny Villarroel      | 71   |
| 59   | Bolivia (bandiera)   | Abelardo Rojas         | 70   |
| 60   | Bolivia (bandiera)   | Juan Maraude           | 69   |
| 60   | Bolivia (bandiera)   | Pablo Daniel Escobar   | 69   |
| 60   | Brasile (bandiera)   | Saturnino              | 69   |
| 63   | Argentina (bandiera) | Jorge Latini           | 68   |
| 63   | Bolivia (bandiera)   | Julio César Baldivieso | 68   |
| 63   | Bolivia (bandiera)   | Francisco Takeo        | 68   |
| 66   | Bolivia (bandiera)   | Ángel Zambrana         | 67   |
| 66   | Bolivia (bandiera)   | David Paniagua         | 67   |
| 66   | Bolivia (bandiera)   | Mario Ortega           | 67   |
| 66   | Argentina (bandiera) | Roberto Carlos Correa  | 67   |
| 70   | Bolivia (bandiera)   | Vladimir Soria         | 66   |
| 71   | Argentina (bandiera) | Sergio Oscar Luna      | 65   |
| 71   | Brasile (bandiera)   | Thiago Leitão          | 65   |
| 73   | Brasile (bandiera)   | Jason                  | 64   |
| 73   | Bolivia (bandiera)   | Mauro Blanco           | 64   |
| 75   | Bolivia (bandiera)   | Wilson Ávila           | 62   |
| 75   | Bolivia (bandiera)   | Julián Giménez Peña    | 62   |
| 77   | Bolivia (bandiera)   | Carlos Aragonés        | 61   |
| 77   | Bolivia (bandiera)   | Herald Sánchez         | 61   |
| 79   | Uruguay (bandiera)   | William Ferreira       | 60   |
| 80   | Bolivia (bandiera)   | Adhemir Méndez         | 59   |
| 80   | Bolivia (bandiera)   | Carmelo Angulo         | 59   |
| 80   | Bolivia (bandiera)   | Miguel Loayza          | 59   |
| 80   | Brasile (bandiera)   | Sérgio João            | 59   |
| 84   | Bolivia (bandiera)   | Juan César Silva       | 58   |
| 84   | Bolivia (bandiera)   | Julio César Amarilla   | 58   |
| 84   | Bolivia (bandiera)   | Marcos Lenard Aguilera | 58   |
| 87   | Argentina (bandiera) | Hernán Boyero          | 57   |
| 87   | Bolivia (bandiera)   | José Milton Melgar     | 57   |
| 87   | Bolivia (bandiera)   | Pablo Antonio Salinas  | 57   |
| 90   | Bolivia (bandiera)   | Freddy Salguero        | 56   |
| 90   | Bolivia (bandiera)   | Joselito Vaca          | 56   |
| 90   | Bolivia (bandiera)   | Juan Américo Díaz      | 56   |
| 90   | Bolivia (bandiera)   | Luis Enrique Padilla   | 56   |
| 90   | Bolivia (bandiera)   | Oscar Enrique Figueroa | 56   |
| 95   | Bolivia (bandiera)   | Carlos Enrique Saucedo | 55   |
| 95   | Bolivia (bandiera)   | Oscar Arce Aramayo     | 55   |
| 97   | Bolivia (bandiera)   | Fernando Revellez      | 54   |
| 97   | Bolivia (bandiera)   | Gualberto Mojica       | 54   |
| 97   | Bolivia (bandiera)   | José Luis Ortiz Soliz  | 54   |
| 100  | Bolivia (bandiera)   | Limberg Méndez         | 53   |